# 巴耶苳烏
巴耶苳烏（鄒語：Ba'e ton'u），是台灣鄒族神話中的粟女神，位階為下神，掌管小米（粟）的事物。

## 職責與形象
巴耶苳烏掌管小米的成熟和管理，與阿給·瑪梅有伊同為最重要的保食神（阿給‧瑪梅有伊負責作物的生長），同時也是當初將小米交給族人的神祇。她的名字來自於「祖母（Ba'i）」與「小米（Ton'u）」，平常住在塔山上，喜歡寧靜的環境，還喜歡吃松鼠肉（她視其為山豬肉）。
因為也有說法認為小米是妮芙努交給族人的，因此巴耶苳烏有時也被視為妮芙努的化身。另外，普通人是見不到巴耶苳烏的，只有長老和巫師才可以。

## 祭典
巴耶苳烏有關的祭典主要為播種祭、除草祭與收穫祭，特別是收穫祭，巴耶苳烏會在祭典期間前往族人的祭粟倉，享用裡面族人準備的供品，並且保佑族人來年的收成，過程中族人需保持安靜、不可以驚擾到喜歡安靜的女神，如果得不到她的保佑的話，來年收成就會不好。
另外，供品中最多松鼠肉的家戶，來年的收成就會最好。

## 傳說

### 黃金時代
上古時代，巴耶苳烏下凡把小米授予鄒族祖先、親自教他們種植的方法，並且囑咐他們要在每年的播種和收穫期間祭拜自己，她就會保佑族人糧食充足。當時小米一年可以收成五次，五粒就可以裝滿飯鍋。但後來族人因為懶惰而不再祭祀，惹怒女神，田中和倉庫中的小米一齊飛走，只剩一穗、且一年收成一次、蒸煮後只會膨脹一點點，鄒族人這才誠心悔改，虔誠的祭祀她。
而那段糧食富足的時期，被稱作「黃金年代」（Na'no xmnx ne noana'o）。

### 取走人魂
過去有一次收穫祭期間，族人在祭粟倉(Emoo no peisia)裡安靜等待巴耶苳烏降臨享用供品，然而，當她走進粟倉裡時，有一隻狗也跟著跑進來，一名看不到女神的青年立刻取出軟箭射向狗，但箭卻彈開射中巴耶苳烏的眼睛，受到冒犯的巴耶苳烏一氣之下不再享用供品，並把當事人的靈魂帶走，直到抵達塔山下時才放回去（只是想給他一個教訓），還阻止同行的神靈拿鬼魂的食物「瑪尼發那」給他吃，避免他變成真的鬼魂，並且派祂們護送那名青年回去。回到身體中的青年終於清醒過來，告訴大家自己遭遇的事情，並且叮囑往後迎接、祭拜巴耶苳烏時一定要安靜、虔誠，才不會受到懲罰。